# 752263 Franciscosánchez
752263 Franciscosánchez è un asteroide della fascia principale. Scoperto nel 2015, presenta un'orbita caratterizzata da un semiasse maggiore pari a 2,6935036 au e da un'eccentricità di 0,1842002, inclinata di 14,89480° rispetto all'eclittica.
Dal 17 marzo al 7 aprile 2025, quando 773906 Larisaromanova ricevette la denominazione ufficiale, è stato l'asteroide denominato con il più alto numero ordinale. Prima della sua denominazione, il primato era di 743062 Dianabeșliu.
L'asteroide è dedicato all'astrofisico spagnolo Francisco Sánchez Martínez.